# Принцесса Мононоке
«Принцесса Мононоке» (яп. もののけ姫 Мононокэ-химэ, «Принцесса мстительных духов») — полнометражный аниме-фильм режиссёра Хаяо Миядзаки, выпущенный в 1997 году студией «Гибли». В том же году он стал самым кассовым фильмом в истории Японии, но впоследствии уступил эту позицию «Титанику».
Сюжет фильма разворачивается во времена периода Муромати, в эпоху которого в Японии появилось первое огнестрельное оружие. Главные герои — молодой принц Аситака, ставший после убийства кабана Наго жертвой демонического проклятия и вынужденный покинуть родную деревню, и Сан, которую также называют принцесса Мононоке, оставленная родителями и выращенная волками. Она предана Лесу и всеми силами старается защитить его от людей.
Режиссёром и сценаристом картины выступил Хаяо Миядзаки, адаптацией текста для английского дубляжа занимался Нил Гейман, продюсер — Тосио Судзуки, композитор — Дзё Хисаиси. В озвучивании персонажей приняли участие Суми Симамото, Юко Танака, Юрико Исида и Ёдзи Мацуда. Чтобы выразить своё несогласие с попытками отредактировать и сократить американское издание данного аниме, Миядзаки прислал представителю компании «Disney» катану, к которой была приложена записка с непреклонным «ничего не вырезать» (англ. no cuts). Согласно опросу, проведенному министерством культуры Японии в 2007 году, данное аниме занимает двенадцатое место среди аниме всех времён.

## Сюжет
Когда-то эту землю укрывал лес, где с незапамятных времён обитали древние боги.
Фильм переносит зрителей в Японию позднего периода Муромати, когда в ней появляется первое огнестрельное оружие. Деревня людей эмиси (совр. айнов), в том числе главного героя, юного принца по имени Аситака (яп. アシタカ), подверглась нападению Наго (яп. 名護) — гигантского кабана, одержимого ненавистью, что превратила животное в демона. Защищая деревню, Аситака вынужден был убить его, однако во время сражения демон успевает коснуться правой руки принца и передать ему своё проклятие. Деревенская ведунья раскрывает принцу причину одержимости вепря и предсказывает ему смерть от нанесённой раны. Он отрезает себе волосы и покидает деревню вместе с Якулом, верной рыжей антилопой.
В дороге он наталкивается на самураев, убивающих безоружных жителей деревни. Несколько самураев решает напасть на Аситаку. Отражая их атаку, принц обнаруживает, что рана даёт ему сверхъестественные силы. Избавившись от нападавших, он въезжает в городишко, где привлекает внимание странствующего монаха. Сначала монах помогает Аситаке выйти из затруднительного положения, когда тот пытается заплатить за рис золотым песком, а позже помогает скрыться от грабителей, привлечённых видом драгоценности. На привале Аситака рассказывает проницательному монаху о своём несчастье. Утром они расстаются.
Продолжив путешествие на запад в поисках исцеления от своего недуга, принц невольно становится участником противостояния Людей и Леса. Людей представляет Железный город под рукой расчётливой и целеустремленной госпожи Эбоси (яп. エボシ). Городу противостоит Древний Лес, охраняемый зверями — огромной волчицей Моро (яп. モロ), кабаном Оккотонуси (яп. 乙事主 Окко́то), а также приёмной дочерью Моро, человеческой девушкой по имени Сан (яп. サン), которая и является главной героиней, «принцессой Мононоке». В глубине леса скрывается чудесный Дух Леса (яп. シシ神 Сисигами).
Богиня Моро, Сан и двое огромных волков (детей Моро) нападают на караван с рисом, идущий в Железный город. Они хотят убить госпожу Эбоси, чтобы отомстить за вырубку леса ради добычи железной руды. В сражении гибнут люди, быки, летят в пропасть бочки с рисом. Моро рвётся к Эбоси, но той удаётся ранить волчицу из огнестрельного оружия и избежать смерти. Сразу после боя караван спешно продолжает путь, бросая сорвавшихся с обрыва людей и скот. Двоих серьёзно раненых мужчин находит Аситака, оказывая им первую помощь. Именно в этот момент он впервые видит Сан и двух волков.
Главный герой помогает раненым добраться в Железный город, пройдя с ними через лес, полный богов и духов. Здесь он издалека наблюдает Дух Леса, которого называют «богом жизни и смерти». В Железном городе Аситака понимает суть конфликта между Моро и Эбоси. Во время отчаянного нападения Сан на Эбоси Аситака не позволяет женщинам убить друг друга, но сам получает смертельную рану от телохранительницы Эбоси. Демонические силы помогают ему вынести из города Сан и уйти самому. Дойдя до леса, он теряет силы, но его спасают Сан и Дух Леса.
Тем не менее Аситака так и не избавляется от проклятия, но продолжает выполнять роль миротворца. В это время становится ясна роль странствующего монаха: ему нужна голова Духа Леса, награду за которую назначил император. Эбоси берётся помочь монаху добыть голову Духа. В это же время в лесу собирается армия кабанов под предводительством мудрого и старого Оккотонуси, желающего на исходе жизни отомстить людям за вымирание своего племени, даже ценой его остатков.
Атака оказывается неудачной, и израненный Оккотонуси в сопровождении Сан идёт на встречу с Духом Леса в надежде на то, что тот его излечит. Их преследуют люди, которые с их помощью хотят найти дорогу к Духу Леса и затем обезглавить его. Попытка Аситаки остановить их приводит к тому, что Оккотонуси и Сан начинают превращаться в демонов ненависти. Появившийся в этот момент Дух Леса пытается исправить положение, но Эбоси удаётся отстрелить ему голову и отдать монаху. Обезглавленное тело Духа Леса тянется к своей голове, умерщвляя и разрушая всё, к чему прикасается. Моро погибает, спасая дочь, однако затем её голова, отделившись от тела, лишает Эбоси руки. Раненую госпожу спасает её телохранитель Гондза, а с ним и Аситака, не давший Сан расправиться с разрушительницей её родного леса. Напуганный, но уверенный в благополучном исходе монах и трое его помощников упрямо надеются убежать. Их догоняют Аситака и Сан, силой отобрав голову Духа Леса и вернув её владельцу. Дух Леса снова становится «богом жизни и смерти», лес возрождается, а Аситака, Сан и прокажённые люди Эбоси оказываются исцелёнными.
Принцесса Мононоке признаётся, что дорожит Аситакой, но останется в лесу; тот спокойно принимает её ненависть к людям и обещает быть рядом с ней, поселившись в Железном городе. Жители разрушенного поселения и сама госпожа Эбоси понимают, к чему вела их прежняя жизнь, и собираются создать новый город.
Образный ряд фильма включает отсылки к дальневосточному фольклору: «лесные человечки» кодама или зооморфное воплощение Великого Духа — цилинь.

## Основные персонажи
Аситака (яп. アシタカ) — юный принц племени Эмиси. Становится жертвой проклятия. Совершает обряд срезания волос и отправляется из деревни на запад в поисках причины безумной ненависти зверя. Мастерски владеет мечом и луком, обладая на протяжении фильма сверхчеловеческой силой из-за действия проклятия, но при этом до последнего старается обойтись без насилия. Любит Сан.
Сэйю: Ёдзи Мацуда
Сан (яп. サン) — она же принцесса Мононоке. В раннем детстве была брошена на откуп волкам, из-за чего была выращена богиней-волчицей Моро. Готова отдать жизнь за свой лес и его обитателей. К людям (за исключением Аситаки) относится с презрением и ненавистью.
Сэйю: Юрико Исида
Госпожа Эбоси (яп. エボシ) — глава Железного Города. Властная, умная, целеустремлённая женщина. Жестока по отношению к врагам, но заботится о жителях своего города. Лишается руки после посмертного нападения Моро. Потеря ею правой конечности символична: Эбоси одной рукой раздавала милости прокажённым и невольницам, однако другой рукой жестоко и методично губила лес и его обитателей. Следовательно, одна её рука не знала, что творила другая, и Моро в итоге воздала ей по заслугам. Выжив, Эбоси решает отстроить город заново в мире с лесом.
Сэйю: Юко Танака
Гондза (яп. ゴンザ) — помощник Эбоси. Груб, но предан и сильно привязан к госпоже.
Сэйю: Цунэхико Камидзё
Токи (яп. トキ) — сильная, энергичная, весёлая женщина, управляющая заводом во время отсутствия госпожи Эбоси. Часто ругает, но всё же любит своего мужа Коруку.
Сэйю: Суми Симамото
Дзико-Бо (яп. ジコ坊) — буддийский монах, хитро манипулирующий людьми и событиями для своей выгоды. Помогает Эбоси убить Бога-Оленя, рассчитывая на награду императора. Старается переложить всю грязную работу на плечи других. По виду неплохо относится к Аситаке, его подручные в критический момент пытаются убить Аситаку, помогает им и он сам, в итоге, однако, смирясь с тем, что надо вернуть голову Духу Леса, а «дураков победить нельзя».
Сэйю: Каору Кобаяси
Моро (яп. モロ) — богиня-волчица, приёмная мать Сан. Пытается удержать обитателей Леса от битвы, хотя те не соглашаются — предпочитают смерть в битве, «которую люди не забудут никогда», медленному угасанию и деградации своего рода. Моро умирает, спасая Сан от Оккотонуси.
Сэйю: Акихиро Мива
Оккотонуси (яп. 乙事主) — бог-кабан, руководит стадом кабанов, пытающихся прогнать людей из Леса. Он подвергается проклятию и пытается погубить Сан, но та спасается. Оккотонуси умирает, «съедаемый ненавистью».
Сэйю: Хисая Морисигэ
Коруку (яп. 甲六) — муж Токи, управляет волом. Аситака спасает ему жизнь, за что Токи ему благодарна.
Сэйю: Масахико Нисимура
Хи-сама (яп. ヒイ様) — пожилая ведунья из родной деревни Аситаки. Именно она предрекла принцу погибель от раны, полученной им от проклятого кабана, и велела ему отправиться из дома в западные земли.
Сэйю: Мицуко Мори
Кая (яп. カヤ) — девушка из родной деревни Аситаки. В самом начале фильма, невзирая на запрет провожать кого-либо из покидающих деревню, тайно прощается с принцем и дарит ему свой драгоценный кинжал в знак вечной любви. Самого Аситаку называет «братцем».
Сэйю: Юрико Исида
Лесной бог (яп. シシ神 Сисигами), Дух Леса — бог леса в образе оленя. Дарует жизнь и смерть. Кровь этого духа может вылечить любую болезнь, а голова, со слов монаха, дарует бессмертие. Ночью он становится огромным духом, которого люди называют Ночным скитальцем, а с рассветом становится оленем с несколькими десятками рогов. Тогда его и можно убить. Когда Аситаке нанесли смертельную сквозную рану в левую часть груди и Сан оставила юношу на берегу лесной реки, Дух Леса пришёл и исцелил его. Также бог-олень излечил его и Сан от проклятья ненависти после того, как они вернули ему его голову (возможно, это просто действие его крови). Финал неоднозначен: видно, что Дух Леса падает с восходом солнца (на что и надеялся монах), и Сан говорит, что несмотря на то, что лес возрождается, Дух Леса умер, но Аситака отвечает, что он не может умереть, так как он — сама Жизнь.

## История создания

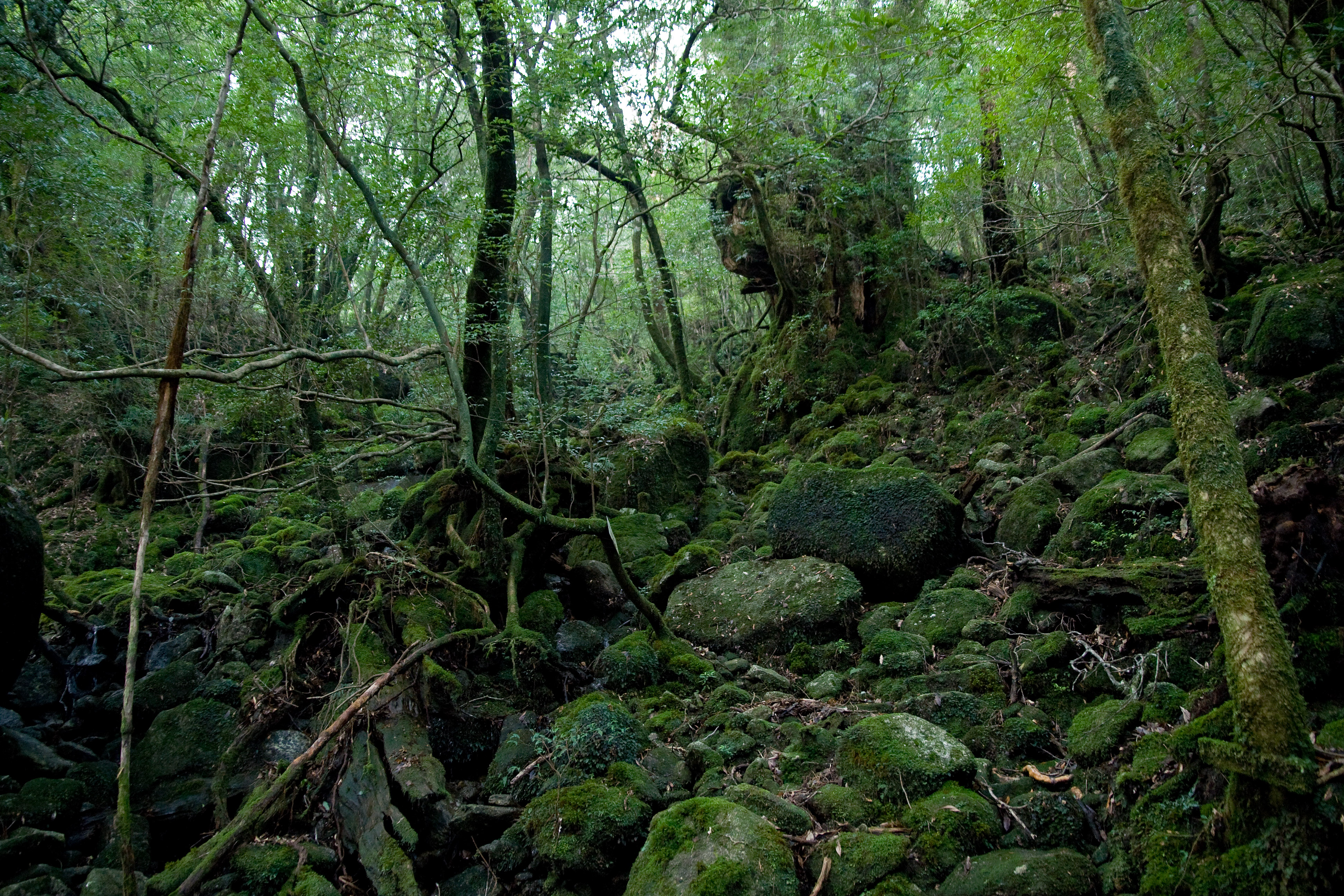
Леса Якусимы

В конце 1970-х годов Миядзаки нарисовал эскизы фильма о принцессе, живущей в лесу. Режиссёр начал создавать сюжет фильма и нарисовал начальные раскадровки в августе 1994 года. У него возникли трудности с адаптацией его ранних идей, поскольку многие элементы визуализации уже использовались к этому моменту в фильме «Мой сосед Тоторо», а также произошли изменения в технологии создания эскизов. Это побудило его принять просьбу поп-дуэта «Chage and Aska» о создании клипа «On Your Mark» для одноимённой песни. По словам Тосио Судзуки, отвлечение позволило Миядзаки начать заново создание «Принцессы Мононоке». В апреле 1995 года аниматор Масаси Андо придумал дизайн персонажей, руководствуясь раскадровками Миядзаки, а тот уже в мае подготовил начальные раскадровки нового фильма. В том же месяце Миядзаки и Андо, вместе с командой художников и цифровых аниматоров, отправились в древние леса острова Якусимы, который находится в 60 км южнее острова Кюсю, а затем в горы Сираками-Санти, что в северной части Хонсю, для поиска вдохновения в создании пейзажей, как это было с фильмом «Навсикая из Долины Ветров». Лес в картине фактически отражает леса Якусимы из парка Сиратани Унсуйкё. Производство аниме-фильма началось в июле 1995 года. Миядзаки лично курировал каждый из 144 000 кадров в фильме, и примерно 80 000 из них он редактировал сам. Работы по созданию фильма окончательно завершились всего за несколько месяцев до японской даты премьеры.
Вдохновленный Джоном Фордом, американским режиссёром и крупнейшим мастером вестерна, Миядзаки создавал Железный город по типу «пограничного города», заселив его «персонажами из отверженных групп и угнетённых меньшинств, которые редко появляются в японских фильмах». Он сделал героев «амбициозными и жесткими». Миядзаки хотел не точно передать ход истории средневековой Японии, а «изобразить, казалось бы, неразрешимый конфликт между миром природы и современной индустриальной цивилизацией». Пейзажи, появляющиеся в фильме, были срисованы с живописной местности Якусимы. Несмотря на то, что время развития сюжета приходится на период Муромати, в «Принцессе Мононоке» видно столкновение трёх культур — Дзёмон, Ямато и Эмиси.

Кандзи, которое придумал Миядзаки для предполагаемого названия к фильму

«Принцесса Мононоке» была произведена с бюджетом в 2,4 млрд иен (примерно 23,5 млн долларов). Фильм, по большей части, был нарисован вручную, но включает в себя некоторые моменты с использованием компьютерной анимации (в общей сложности, пять минут хронометража). Ещё 10 минут занимает цифровая живопись, используемая во всех последующих фильмах студии «Гибли». Большая часть фильма окрашена традиционной краской на основе цветовых схем, разработанных самим Миядзаки и Митиё Ясудой. Тем не менее студия приобрела специальную технику для успешного завершения редактирования фильма перед японской датой премьеры.
Изначально были предложены два названия фильма — «Легенда об Аситаке»  (яп. アシタカ聶記 Аситака сэккен) и «Принцесса Мононоке»  (яп. もののけ姫 Мононокэ-химэ). Тосио Судзуки в телеинтервью 26 ноября 2013 года отметил, что благоприятствовал названию «Принцесса Мононоке», а Хаяо Миядзаки предпочитал «Легенда об Аситаке», для написания которого специально создал новый кандзи.

## Тематика и анализ
Центральной темой фильма «Принцесса Мононоке» является окружающая среда. За основу взято путешествие Аситаки на запад с целью отменить проклятие, нанесённое на него кабаном Наго, которого превратила в демона Эбоси. Мишель Дж. Смит и Элизабет Парсонс говорили о фильме, что режиссёр «берёт персонажей из различных угнетённых меньшинств и стирает стереотипы, бытующие о них». О сцене гибели Духа Леса Смит и Парсонс сказали, что «природа разрушается под натиском человеческой жадности». Они также характеризуют Эбоси как предпринимателя, которая хочет заработать деньги за счет Леса, а также называют Эбоси «воплощением врага природы».
Другие темы, присутствующие в сюжете «Принцесса Мононоке», — сексуальность и инвалидность. Выступая на международном симпозиуме по истории болезней в Токио, Миядзаки объяснил, что он был вдохновлен жизнью людей, живущих с проказой, после посещения санатория Tama Zenshoen возле своего дома в Токио. Мишель Джармэн, доцент кафедры исследований инвалидности Вайомингского университета, и Ын Чжон Ким, доцент по гендерным исследованиям в Висконсинском университете в Мадисоне, прокомментировали сюжет фильма: «Он охватывает важные социальные темы, такие как индустриализация, гендерное разделение труда, институционализация людей с заболеваниями, а также милитаризация общества». Ким и Джармэн предположили, что игнорирование Эбоси древних законов отрицательного отношения к проституткам и прокажённым было её подвигом и шагом к продвижению модернистской точки зрения.
Ещё одной темой является моральный конфликт между ростом и развитием человечества и необходимостью сохранения природы. Роджер Эберт в своей рецензии 1999 года отметил, что «это не просто сказка о добре и зле, а история о том, как люди и животные борются за свою долю в мире». Билли Крудап, который озвучивал Аситаку в английской версии фильма, сказал: «Для меня это был совершенно новый опыт, это были совершенно новые чувства, я никогда прежде не видел в анимации такого — здесь заложены глубокие мысли об отношениях между человеком и природой. Одна из вещей, которые действительно произвели на меня впечатление, — это то, что Миядзаки показывает жизнь во всей её многогранной сложности, без традиционных совершенных героев и злых негодяев. Даже в госпоже Эбоси, по сути, нет злости». Минни Драйвер, английская актриса, озвучивающая Эбоси, прокомментировала фильм похожим образом: «Это одна из самых замечательных вещей о фильме: Миядзаки дает основание для обеих сторон сражаться как на стороне технологического прогресса, так и на стороне наших духовных корней природы. Он показывает, что добро и зло, насилие и мир существует в каждом. И этот фильм о том, как эти понятия гармонизируют в нас».

## Производство

### Япония
«Принцесса Мононоке» была показана в Японских кинотеатрах 12 июля 1997 года. Фильм был выпущен на VHS 26 июля 1998 года. Издание в формате LaserDisc было выпущено Tokuma Japan Communications в тот же день. Фильм был выпущен на DVD 21 ноября 2001 с бонусными дополнениями, в том числе с английской версией и раскадровками.

### США
Miramax Films (дочерняя компания от Walt Disney) приобрели права на распространение фильма в Северной Америке. На встрече между Миядзаки и Харви Вайнштейном, владельцем Miramax Films, Вайнштейн потребовал разрешения на редактирование «Принцессы Мононоке». В ответ на это Миядзаки послал Вайнштейну катану с запиской «ничего не вырезать» (англ. no cuts).
Английский перевод и дубляж «Принцессы Мононоке» были сделаны под руководством Нила Геймана, автора множества популярных книг и комиксов. Основные изменения по сравнению с японской версией обеспечивает адаптация имён и названий, которые могли быть непонятны для большинства людей, незнакомых с японской культурой. Изменения включают перевод таких понятий, как дзибасири (яп. 地走り) и сисигами (яп. シシ神), которые присутствуют в японской версии, а в английской заменяются на более общие термины, такие как «наёмники» (англ. mercenary) и «Лесной дух» (англ. Forest Spirit). Основанием для таких изменений является то, что большинство неяпонских зрителей не понимают значений некоторых понятий и имён персонажей и что в английском языке просто нет слов «сисигами», «дзибасири» и так далее.
Miramax выделил большую сумму денег на создание английского дубляжа «Принцессы Мононоке» с известными актёрами и актрисами. Но когда фильм был выпущен на экраны, его показали лишь немногие кинотеатры и в течение очень короткого промежутка времени, и рекламный бюджет был небольшим. Показ в кинотеатрах в США начался 29 октября 1999 года. Дисней позже жаловался на то, что фильм не преуспел в прокате. В июле 2000 года было объявлено, что Buena Vista планирует выпустить фильм 29 августа на VHS и DVD исключительно с английским дубляжем. В ответ на просьбы поклонников добавить японский трек, а также угрозы плохих продаж, Miramax нанял переводчиков для японской версии. Этот план отложил выпуск DVD почти на три месяца, но диски продавались хорошо. Позже Walt Disney Studios Home Entertainment выпустила «Принцессу Мононоке» на Blu-ray Disc 18 ноября 2014 года.

### Другие страны
В Венгрии фильм появился на VHS 12 декабря 2000 года. Венгерский телеканал TV2 транслировал фильм 27 февраля 2005 года.
Премьера в Германии состоялась 12 февраля 1998 года на 48-м Берлинском кинофестивале, в оригинальной версии с немецкими субтитрами. «Принцесса Мононоке» была выпущена в Германии на VHS 13 июня 2002 года.
1 июня 2003 года аниме было показано в России на Первом канале в рамках блока «Нарисованное кино». В 2010 году RUSCICO выпустила в кинотеатрах и на дисках «Принцессу Мононоке», переведённую и дублированную с японского по технологии Dolby Digital 5.1 студией дубляжа воронежской компании «Reanimedia».

### Сборы
«Принцесса Мононоке» стала самым кассовым японским фильмом 1997 года, заработав в прокате 11,3 млрд иен. При бюджете в 2,4 млрд иен (20 150 296 долларов), сборы в США составили 2 375 000 долларов, причём 2 298 191 из них были получены в течение первых восьми недель проката. Он стал самым кассовым фильмом в Японии, но впоследствии уступил эту позицию «Титанику». Общие сборы в мире — 169 971 552 долларов.

## Отзывы и критика
«Принцесса Мононоке» получила в основном положительные отзывы кинокритиков. На сайте Rotten Tomatoes рейтинг фильма составляет 93 %, основываясь на 114 рецензиях, со средней оценкой 8/10. В преамбуле на сайте написано: «Это эпическая история и захватывающие визуальные эффекты, „Принцесса Мононоке“ — знаковый фильм в анимационной индустрии». На сайте Metacritic фильм достиг среднего балла 76 из 100 на основе 29 рецензий. На многих других сайтах, в целом, были также благоприятные отзывы. Согласно опросу, проведенному министерством культуры Японии в 2007 году, данное аниме занимает двенадцатое место среди аниме всех времён.
Аарон Героу из газеты Ёмиури симбун называл фильм «мощным сборником идей Миядзаки», «отчетом о его моральных концепциях». Леонард Клейди из американского еженедельника Variety сказал, что «Принцесса Мононоке» «имеет чрезвычайно сложный и взрослый сценарий, а также душу романтического эпоса, а её пышные тона и элегантное музыкальное сопровождение Джо Хисаиси придают ей размах большинства великих кинокартин». Роджер Эберт из газеты Chicago Sun-Times охарактеризовал «Принцессу Мононоке» как большое достижение и замечательный пример одного из лучших фильмов года. Тай Берр из журнала Entertainment Weekly назвал фильм «вершиной искусства» и добавил, что фильм напоминает Диснеевскую историю наподобие «Истории игрушек». Тем не менее Стивен Хантер из Washington Post заявил, что «хоть фильм и является захватывающим и красочным, но одновременно он бессмысленный и долгий. Очень долгий». Кеннет Туран из Los Angeles Times сказал, что фильм «создаёт совершенно иную чувствительность к анимации, Миядзаки рассматривает аниме как среду, вполне пригодную для драматического повествования и серьёзных тем».
Роджер Эберт поместил «Принцессу Мононоке» на шестое место в десятке лучших, по его мнению, фильмов 1999 года. Фильм попал на 488-е место в списке 500 величайших фильмов всех времён, составленном изданием Empire. Терри Гиллиам поставил фильм на 26-ю позицию в еженедельнике Time Out в списке 50 лучших анимационных фильмов. Среди 100 лучших анимационных фильмов по версии Time Out, «Принцесса Мононоке» получила 28 место. Аниме также занимает 26-е место в журнале Total Film в списке 50 величайших анимационных фильмов.

### Награды и номинации
«Принцесса Мононоке» была первым фильмом, удостоенным премией Японской киноакадемии за лучший фильм. На 70-й церемонии вручения кинопремии «Оскар», фильм был выдвинут на премию за лучший фильм на иностранном языке, но номинирования так и не произошло. Сам Хаяо Миядзаки был номинирован на премию «Энни».
| Год  | Награда                      | Категория                                                     | Номинант                  | Результат |
| ---- | ---------------------------- | ------------------------------------------------------------- | ------------------------- | --------- |
| 1997 | Премия «Майнити»             | «Лучший фильм»                                                | Хаяо Миядзаки             | Победа    |
| 1997 | Премия «Майнити»             | «Лучший анимационный фильм»                                   | Хаяо Миядзаки             | Победа    |
| 1997 | Премия «Майнити»             | «Лучший фильм по мнению зрителей»                             | Хаяо Миядзаки             | Победа    |
| 1997 | Кинопремия «Никкан Спортс»   | «Лучший режиссёр»                                             | Хаяо Миядзаки             | Победа    |
| 1997 | Кинопремия «Никкан Спортс»   | Приз Юдзиро Исихары                                           | Принцесса Мононоке        | Победа    |
| 1997 | Кинопремия «Хоти»            | Специальный приз                                              | Хаяо Миядзаки             | Победа    |
| 1998 | Премия Японской киноакадемии | «Лучший фильм»                                                | Принцесса Мононоке        | Победа    |
| 1998 | Премия Японской киноакадемии | Специальный приз                                              | Ёсикадзу Мэра             | Победа    |
| 1998 | Премия «Кинема дзюнпо»       | «Лучший фильм»                                                | Хаяо Миядзаки             | Победа    |
| 1998 | Голубая лента                | Специальный приз                                              | Хаяо Миядзаки             | Победа    |
| 2000 | Премия «Энни»                | «За выдающийся личный вклад в режиссуру анимационного фильма» | Хаяо Миядзаки             | Номинация |
| 2000 | Премия «Спутник»             | «Лучший анимационный фильм»                                   | Принцесса Мононоке        | Номинация |
| 2001 | Премия «Сатурн»              | Best Home Video Release                                       | Принцесса Мононоке        | Победа    |
| 2001 | Премия «Небьюла»             | «Лучший сценарий»                                             | Хаяо Миядзаки, Нил Гейман | Номинация |

## Музыка
Саундтрек к фильму был написан знаменитым японским композитором Дзё Хисаиси, который написал музыку почти ко всем произведениям Миядзаки. Сам Миядзаки написал слова для вокальной части песни «The Tatara Women Work Song». Музыка для саундтрека была записана в исполнении филармонического оркестра «Tokyo City» под руководством Хироси Кумагая. Саундтрек был выпущен в Японии фирмой Tokuma Japan Communications 2 июля 1997 года, и его протяжённость составила 63 минуты. В Америке этот диск выпущен компанией Milan Records 12 октября 1999 года. Также 8 июля 1998 года был выпущен альбом под названием «Принцесса Мононоке: Симфоническая сюита» (англ. Princess Mononoke: Symphonic Suite). В Америке альбом «Принцесса Мононоке: Симфоническая сюита» вышел 15 мая 2001 года.
1. Ashitaka Sekki (яп. アシタカ聶記) (англ. The Tale of Ashitaka) — 1:39
2. Tatari Gami (яп. タタリ神) (англ. The Curse God) — 3:51
3. Tabidachi, Nishi e (яп. 旅立ち —西へ—) (англ. Departure, to the West) — 2:33
4. Norowareta Chikara (яп. 呪われた力) (англ. Cursed Power) — 0:36
5. Edo (яп. 穢土) (англ. Impure Land) — 3:00
6. Deai (яп. 出会い) (англ. A Meeting) — 0:52
7. Kodamatachi (яп. コダマ達) (англ. Kodamas) — 2:27
8. Kami no Mori (яп. 神の森) (англ. The Forest of God) — 0:41
9. Yuugure no Tatara Ba (яп. 夕暮れのタタラ場) (англ. The Evening at Tatara Place) — 0:39
10. Tatari Gami Ⅱ — Ubawareta Yama (яп. タタリ神Ⅱ—うばわれた山) (англ. The Curse God Ⅱ — Robbed Mountains) — 0:57
11. Eboshi Gozen (яп. エボシ御前) (англ. Lady Eboshi) — 2:48
12. Tatara Fumu Onnatachi — Eboshi Tatara Uta (яп. タタラ踏む女達 —エボシ タタラうた) (англ. Women Who Push Foot Bellows — Eboshi Tatara Song) — 1:29
13. Shyura (яп. 修羅) (англ. Demons) — 1:29
14. Higashi kara Kita Shounen (яп. 東から来た少年) (англ. The Boy Who Came from the East) — 1:25
15. Rekuiemu (яп. レクイエム) (англ. Requiem) — 2:21
16. Ikiro (яп. 生きろ) (англ. Live) — 0:32
17. Shishi Gami no Mori no Futari (яп. シシ神の森の二人) (англ. Two at the Forest of the Deer God) — 1:29
18. Mononoke Hime (Instrumental Version) (яп. もののけ姫(インストゥルメンタル・ヴァージョン)) (англ. Princess Mononoke (Instrumental Version)) — 2:09
19. Rekuiemu Ⅱ (яп. レクイエムⅡ) (англ. Requiem Ⅱ) — 2:14
20. Mononoke Hime (Vocal Version) (яп. もののけ姫(ヴォーカル)) (англ. Princess Mononoke (Vocal Version)) — 3:32
21. Tatakai no Taiko (яп. 戦いの太鼓) (англ. War Drum) — 2:47
22. Tatara Ba Mae no Tatakai (яп. タタラ場前の戦い) (англ. The Fight in front of the Tatara Place) — 1:26
23. Norowareta Chikara Ⅱ (яп. 呪われた力Ⅱ) (англ. Cursed Power Ⅱ) — 2:30
24. Rekuiemu Ⅲ (яп. レクイエムⅢ) (англ. Requiem Ⅲ) — 0:55
25. Haisou (яп. 敗走) (англ. A Rout) — 1:31
26. Tatari Gami Ⅲ (яп. タタリ神Ⅲ) (англ. The Curse God Ⅲ) — 1:15
27. Shi to Sei no Adagio (яп. 死と生のアダージョ) (англ. The Adagio of Death and Life) — 2:08
28. Shi to Sei no Adagio Ⅱ (яп. 死と生のアダージョⅡ) (англ. The Adagio of Death and Life Ⅱ) — 1:07
29. Yomi no Sekai  (яп. 黄泉の世界) (англ. The Underworld ) — 1:28
30. Yomi no Sekai Ⅱ (яп. 黄泉の世界Ⅱ) (англ. The Underworld Ⅱ) — 1:33
31. Ashitaka to San (яп. アシタカとサン) (англ. Ashitaka and San) — 3:13
32. Mononoke Hime (Vocal Ending) (яп. もののけ姫(ヴォーカル・エンディング)) (англ. Princess Mononoke (Vocal Ending)) — 1:23
33. Ashitaka Sekki Endingu (яп. アシタカ聶記(エンディング)) (англ. The Tale of Ashitaka (Ending)) — 5:01

1. Ashitaka Sekki (яп. アシタカ聶記) (англ. The Tale of Ashitaka) — 5:46
2. Tatari Gami (яп. タタリ神) (англ. The Curse God) — 6:42
3. Tabidachi ~Nishi e~ (яп. 旅立ち~西へ~) (англ. Departure — To the West) — 4:56
4. Mononoke Hime (яп. もののけ姫) (англ. Princess Mononoke) — 4:41
5. Shishi Gami no Mori (яп. シシ神の森) (англ. The Forest of Deer God) — 6:08
6. Requiem ~ Norowareta Chikara~ (яп. レクイエム~呪われた力~) (англ. Requiem — Cursed Power) — 7:08
7. Yomi no Sekai ~Sei to Shi no Adagio~ (яп. 黄泉の世界~生と死のアダージョ) (англ. The Underworld — The Adagio of Life and Death) — 7:18
8. Ashitaka to San (яп. アシタカとサン) (англ. Ashitaka and San) — 4:27

Основной музыкальной темой была выбрана оркестровая композиция Дзё Хисаиси «Legend of Ashitaka». Выбор исполнителя композиции «Mononoke Hime» был сделан Хаяо Миядзаки во время его поездки на автомобиле. Случайно услышав красивый голос по радио, он был заинтригован и решил использовать его в своём произведении. Это был контртенор Ёсикадзу Мэра. Поначалу Хаяо не планировал включать песню в своё произведение, но, посоветовавшись с Хисаиси, изменил своё мнение.

## Адаптации

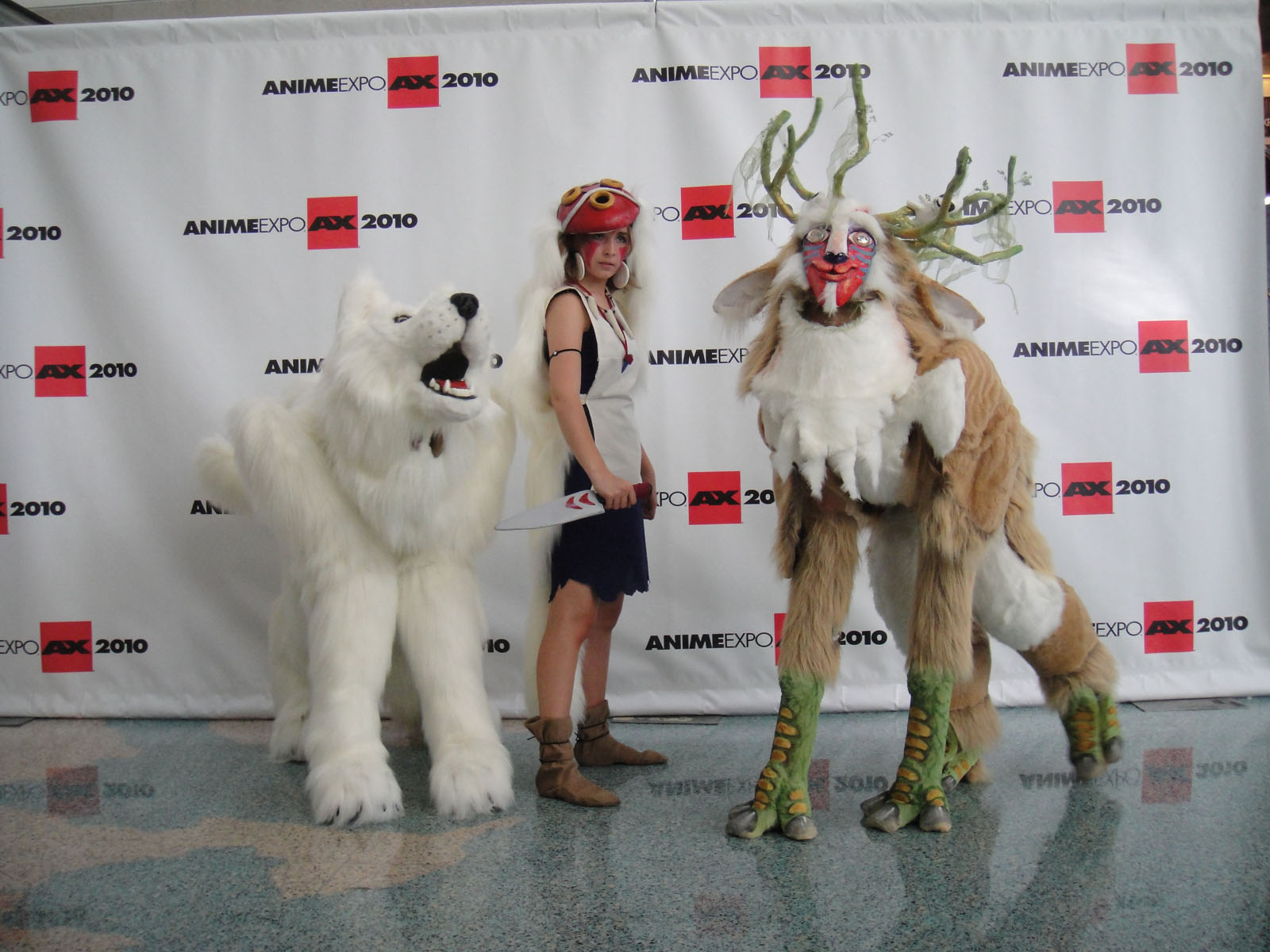
Косплей персонажей на выставке Anime Expo 2010

В 2012 году было объявлено, что студия «Гибли» и британская театральная труппа Whole Hog намереваются выпустить «Принцессу Мононоке» на сцене. За первый этап театральной адаптации отвечала студия «Гибли». Контакт между театром Whole Hog и студией «Гибли» был заключён при содействии Ника Парка из студии Aardman Animations после того, как он отправил кадры спектакля в студию «Гибли» Тосио Судзуки. Постановка предполагала наличие костюмов и кукол, сделанных из переработанных и вторичных материалов.
Первые выступления были запланированы в лондонском театре «Нью-Диорама». Билеты на постановку были распроданы в течение 72 часов, за год до начала. В марте 2013 года было объявлено, что представление будет проходить в Японии после его первой реализации в Лондоне. Вторая серия выступлений последовала в Лондоне после возвращения из Токио. Билеты на вторую серию выступлений в Лондоне были проданы за 4 часа. Представление получило положительные отзывы прессы, включая The Guardian.
27 апреля 2013 года выступление транслировалось онлайн на территории Японии.

## Влияние
- В 2023 году Levi’s и Studio Ghibli выпустили совместную коллекцию одежды и аксессуаров, посвящённую мультфильму «Принцесса Мононоке»[98].
- 1 ноября 2023 года в парке развлечений студии Ghibli открылась «Деревня Мононоке»[99].
- В 2025 году исследователи из Китая назвали новый вид глубоководной рыбы Branchiostegus sanae в честь главной героини мультфильма за уникальный рисунок на щеках, напоминающий боевой раскрас Сан[100].

## Комментарии
1. ↑  Мононоке — не имя, а разновидность сверхъестественных существ в японской мифологии.